# Marco Ramos
Marco Ramos (Levallois-Perret, 26 aprile 1983) è un ex calciatore portoghese, di ruolo difensore.

## Palmarès

### Club

#### Competizioni nazionali
- Ligue 2: 1

Lens: 2008-2009